# Erika Hilton
Erika Santos Silva, més coneguda com a Erika Hilton (Franco da Rocha, 9 de desembre de 1992), és una política brasilera, que ha estat regidora del municipi de São Paulo, ha exercit de diputada estatal, i a partir de 2023, de diputada federal per l'estat paulista. Actua en les causes voltades als drets dels afrobrasilers i LGBTIQ+, és afiliada al Partit Socialisme i Llibertat (PSOL) i el desembre de 2022 va ser inclosa en la llista 100 Women que la cadena BBC emet anualment.

## Joventut i formació acadèmica
Hilton va néixer en la ciutat de Franco da Rocha i va créixer en la perifèria de Francisco Morato, tots dos municipis de la Regió Metropolitana de São Paulo. Als catorze anys, es va mudar amb la família a Itu, en l'interior de São Paulo. Va ser criada per la mare, ties i àvies.
Quan era adolescent, vivint amb els seus oncles evangèlics, va sofrir violència per la seva expressió de gènere, sent forçada a freqüentar l'Església, en recerca d'una "cura" vinguda de Déu. Als quinze anys, van expulsar-la de casa i va començar a viure al carrer, on va recórrer a la prostitució per sobreviure. Passats sis anys, va ser rescatada per la seva mare i amb el seu suport, va reprendre els estudis.
Va terminar l'ensenyament mitjà i va ingressar en la Universitat Federal de São Carlos, on va iniciar, sense concloure, els estudis de pedagogia i gerontologia. En la universitat va incorporar-se al moviment estudiantil, el seu inici en la carrera política.

## Biografia
L'any 2015, a Itu, va Hilton va intentar comprar un abonament d'autobús i l'empresa es va negar a imprimir el seu nom social femení en el document. La legislació estatal que garanteix els drets d'identitat a les persones trans no s'aplicava a empreses privades. Hilton va iniciar una campanya en línia, fins a obtenir èxit. Amb la repercussió del cas, Hilton va guanyar reputació de defensora dels drets dels trans i va començar a rebre invitacions per donar conferències en universitats. Va ser convidada a afiliar-se al PSOL i el 2016, es va presentar com a candidata a regidora del municipi d'Itu, però no va aconseguir resultar elegida.
L'any 2018, Hilton va formar part d'una candidatura conjunta que va ocupar un escó en la cambra de diputats estatals de São Paulo (2019-2022). La titular de l'escó va ser Mônica Seixas, qui compartia amb Hilton i els altres set membres de la Bancada Activista les funcions de diputada i amb els que acordava els vots, iniciatives i accions en comitès. Per aquesta raó, els integrants de la bancada eren anomenats «codiputats», tot i que formalment només Seixas ocupava el càrrec.
Va deixar el mandat en l'Assemblea Legislativa paulista el 2020, per llançar la seva candidatura com a regidora de São Paulo. Va ser electa amb 50.508 vots, esdevenint la regidora més votada del Brasil i la primera dona trans en ocupar una cadira en la Cambra Municipal de São Paulo. En aquelles mateixes eleccions municipals, Thammy Miranda (PL) va ser el primer home trans en obtenir un escó de regidor.
El març de 2022 Erika Hilton va anunciar que participaria en les eleccions a la Cambra de Diputats del Brasil, candidatant-se a diputada federal pel PSOL de São Paulo. «La meva pretensió d'anar a Brasília es deu a la necessitat de refundació del Brasil», va declarar. En els comicis del 2 d'octubre, Erika Hilton va obtenir l'escó per la legislatura 2023-2026.

## Acció política

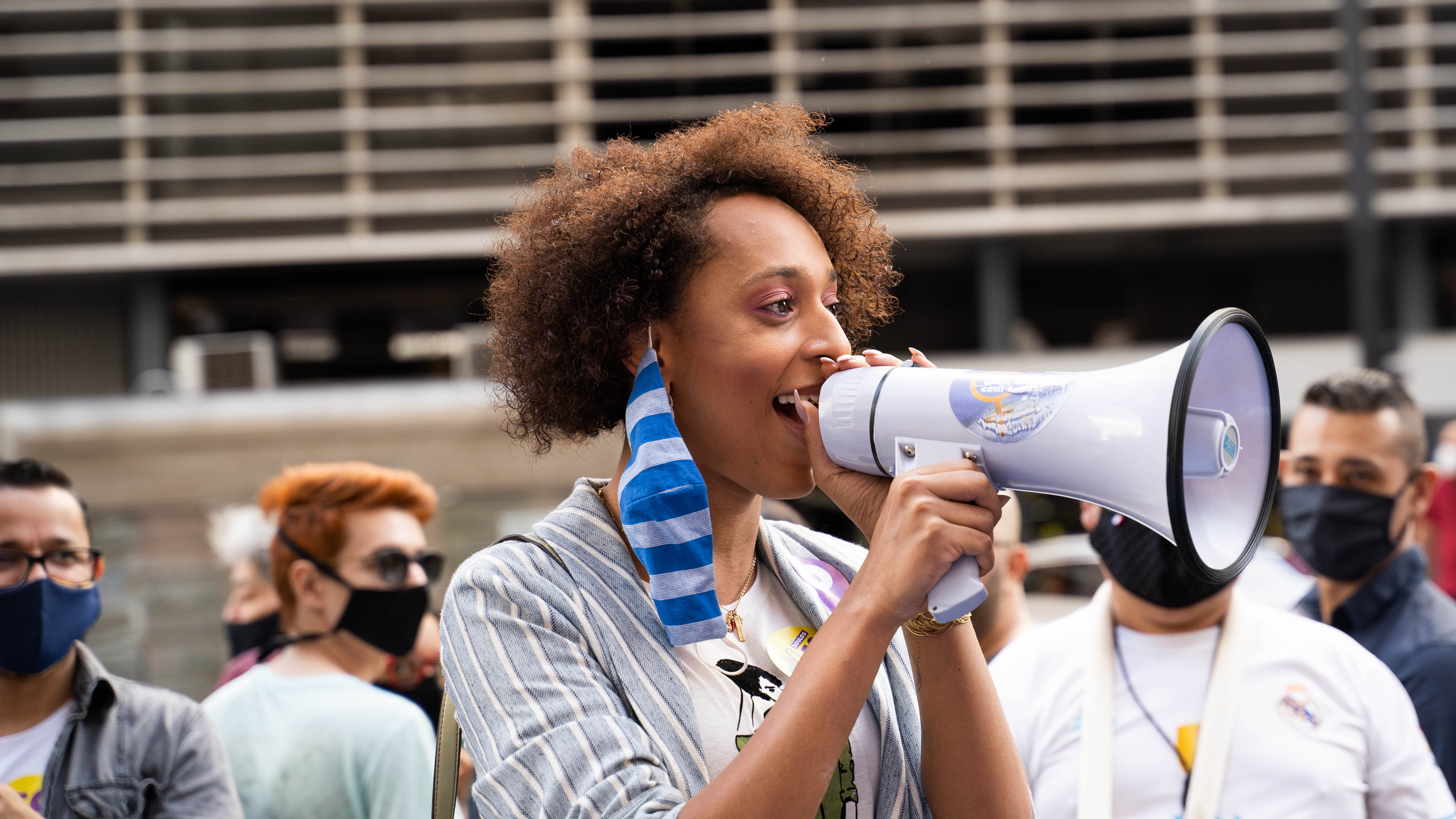
Campanya electoral per les municipals de 2020.

En el seu mandat com regidora de la ciutat de São Paulo, Erika Hilton va tenir com a prioritat les temàtiques relacionades amb la preservació dels drets humans, la lluita contra la fam, la defensa de la salut pública i gratuïta, així com el focus en les polítiques públiques per la població LGTB.
Per iniciativa d'Erika Hilton, el setembre de 2021 va obrir a l'ajuntament una Comissió Parlamentària d'Investigació (CPI) per tractar la violència trànsfoba en la ciutat, la primera d'aquest tipus en tot el país. Va presidir la Comissió de Drets Humans de la cambra municipal i va crear l'Observatori contra la Fam de São Paulo. Com a membre de la Comissió d'Administració Pública, va redactar propostes com la creació del Fons Municipal de Garantia dels Drets de les Dones. En el seu primer any a la cambra municipal, Erika Hilton va ser la regidora amb major producció de propostes legislatives.

## Atacs rebuts
L'abril de 2019, en el període en què Hilton era codiputada estatal, el diputat Douglas Garcia (PSL) va dir en una sessió en el plenari que «trauria a hòsties» a una persona trans si estigués fent servir el mateix lavabo femení que la seva mare o la seva germana. El diputat va ser castigat amb un advertiment verbal pel Consell d'Ètica de l'Assemblea Legislativa de São Paulo.
Erika Hilton va engegar una acció penal contra una cinquantena de persones sospitoses de proferir injúries i amenaces trànsfobes i racistes contra ella a través de les xarxes socials. El dia 26 de gener de 2021, Hilton va ser perseguida per un home dins l'Ajuntament de São Paulo, que portava una bandera i portava una màscara amb símbols religiosos. L'atacant, que es feia dir Garçom reaça ("cambrer reaccionari") va declarar que era una de les 50 persones processades per la regidora. La policia va investigar si el cas tenia relació amb dos atemptats més que havien patit polítiques transgènere del PSOL a l'estat.

## Premis i mencions
Pel seu treball i activisme, Erika Hilton va ser reconeguda amb el premi Generation Change, promogut per l'emissora MTV durant els Europe Music Awards de 2021. També va ser considerada Personalitat Destacada del 2021 per la revista IstoÉ.
Va ser inclosa en la llista Next Generation Leaders, elaborada per The New York Times. Va rebre el títol de Most Influential People of African Descent de l'ONU, que reconeix les persones negres més influents del món. El desembre de 2022, es va publicar la llista 100 Women que anualment emet la BBC, on tres brasileres van ser incloses: Alice Pataxó, Simone Tebet i Erika Hilton.